# Walburga Fricke
Walburga Fricke (* 14. September 1936 in Naumburg; † 24. September 2019) war eine deutsche Politikerin (CSU) und Abgeordnete des Bayerischen Landtags.

## Ausbildung und Beruf
Walburga Fricke studierte nach dem Abitur 1954 für das Höhere Lehramt und schloss das Studium 1958 mit dem Staatsexamen ab. Danach war sie an verschiedenen Schulen als Lehrerin tätig. Nach einer Berufsauszeit während der Kindererziehung stieg sie an der Liebfrauenschule (Maria-Ward-Gymnasium) in Bensheim wieder in ihren Beruf ein. 1994 zog sie nach Bayern und arbeitete 1994 bis 1998 nach einer Zusatzausbildung als Trainerin für Mentale Aktivierung.
Walburga Fricke war römisch-katholisch, verwitwet und Mutter zweier Kinder.

## Politik
Walburga Fricke war seit 2002 Mitglied der CSU. Sie wurde am 5. Mai 2008 als Nachrückerin für Franz Meyer Mitglied des Landtags und dort Mitglied des Ausschusses für Fragen des öffentlichen Dienstes. Zur Landtagswahl 2008 stand sie nicht zur Wahl.

## Sonstige Ämter
Walburga Fricke war seit 1997 Mitglied im Sozialverband VdK und dort seit 2003 Mitglied im Landesverbandsausschuss, dem höchsten Gremium des VdK auf Landesebene.